# 一氮化磷
一氮化磷是一种无机化合物，化学式为PN，是一种二元氮化物。它是第一种被确定的含磷星际分子。它在木星和土星大气中存在。
单分子PN只在高温存在，在室温时为无色长链聚合物。它可以由五氮化三磷在800 °C时的热分解得到。